# Amerongen

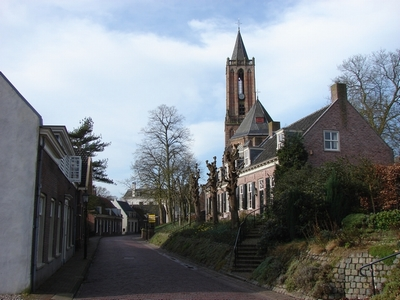
Biserica din Amerongen

Amerongen este un sat situat în comuna neerlandeză Utrechtse Heuvelrug, în provincia Utrecht. La data de 12 iunie 2007, satul număra 14.275 de locuitori.

## Istorie
Kaizerul Wilhelm al II-lea al Germaniei, cu ocazia exilului său în Țările de Jos,  a avut reședința la castelul din Amerongen din noiembrie 1918 până în mai 1920, când s-a stabilit în castelul din Doorn.
Comuna Amerongen a fost independantă până la data de 1 ianuarie 2006, dată la care a fuzionat cu comunele Doorn, Leersum, Driebergen-Rijsenburg și Maarn pentru a forma noua comună Utrechtse Heuvelrug.

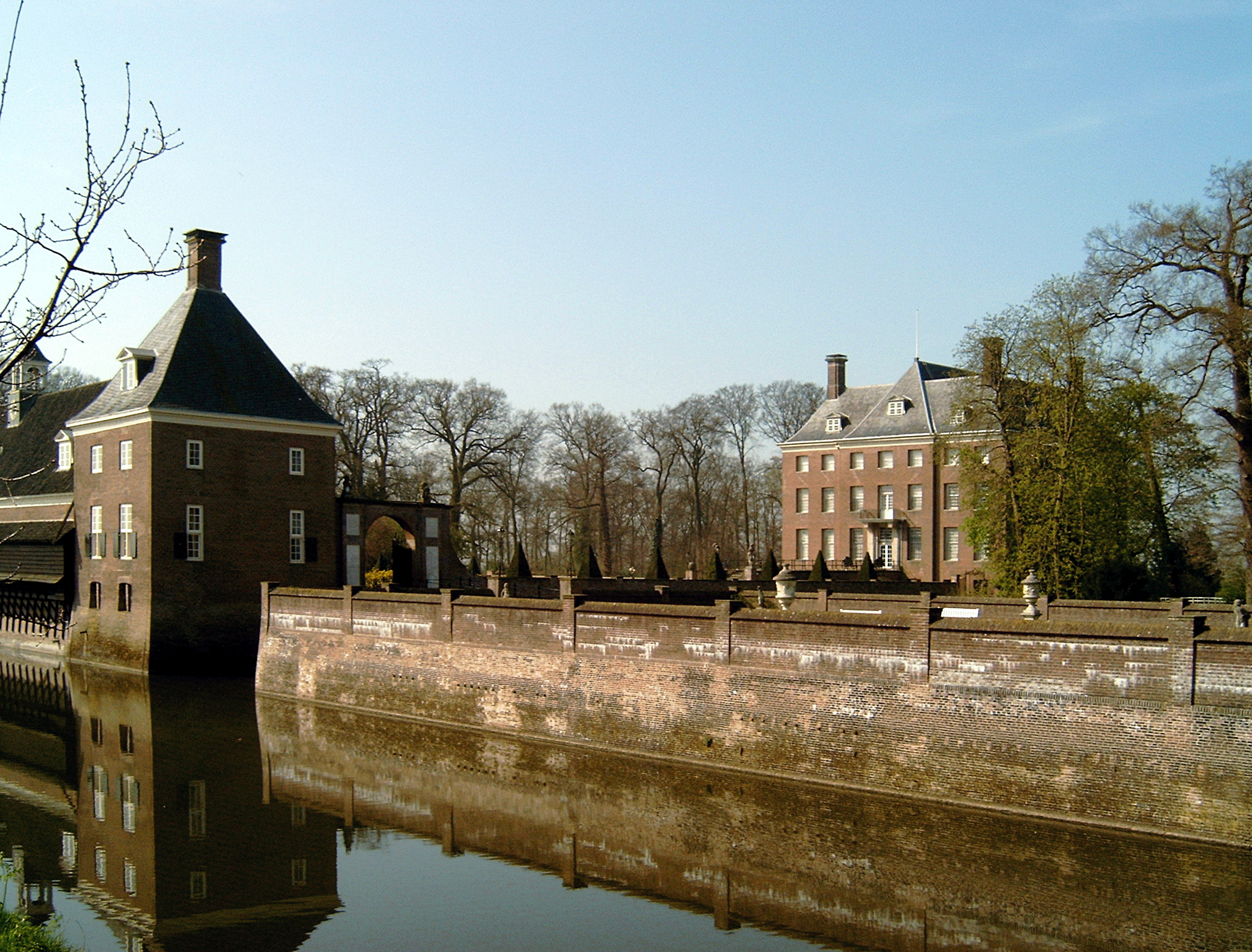
Castelul din Amerongen, în